# 支那海 (映画)
『支那海』（しなかい、原題・英語: China Seas）は、1935年に製作・公開されたアメリカ合衆国の映画である。テイ・ガーネットが監督、クラーク・ゲーブルとジーン・ハーロウ、ウォーレス・ビアリーが主演した。

## キャスト
- アラン・ギャスケル：クラーク・ゲーブル
- ドリー・ポートランド（チャイナ・ドール）：ジーン・ハーロウ
- ジェームジー・マッカードル：ウォーレス・ビアリー
- デイヴィッズ：ルイス・ストーン
- シビル：ロザリンド・ラッセル
- ガイ・ウィルマーディング：C・オーブリー・スミス

## スタッフ
- 監督：テイ・ガーネット
- 製作総指揮：アーヴィング・タルバーグ（クレジットなし）
- 脚本：ジュールズ・ファースマン、ジェームズ・ケヴィン・マクギネス
- 音楽：ハーバート・ストサート
- 撮影：レイ・ジューン
- 編集：ウィリアム・レヴァンウェイ
- 美術：セドリック・ギボンズ
- 衣裳：エイドリアン
- 録音：ダグラス・シアラー